# Wilhelm Nylander
Wilhelm (William) Nylander (Oulu, 3 de janeiro de 1822 — Paris, 29 de março de 1899) foi um liquenologista, botânico e entomologista finlandês, que se distinguiu no estudo da taxonomia dos líquenes.

## Biografia
Nascido em Oulu, no noorte da Finlândia, Wilhelm Nylader completou os seus estudos secundários em Turku no ano de 1839. Matriculou-se de seguida no curso de Medicina da Universidade de Helsínquia (ao tempo Universidade Imperial Alexandre da Finlândia, parte do Império Russo), graduando-se em 1847, com 25 anos de idade. Paralelamente à sua actividade médica, enveredou inicialmente pelo estudo da entomologia e depois pela botânica, disciplinas em que adquiriu vastos conhecimentos.
Na década de 1850, interessou-se cada vez mais pela botânica e, em particular, pelo estudos dos líquenes, ao tempo considerados parte do reino vegetal. Nylander era ativo na Societas pro Fauna et Flora Fennica e as suas publicações sobre a flora da região de Helsínquia e da Carélia são consideradas o ponto de partida da pesquisa florística finlandesa e o modelos para muitos dos estudos posteriores. Nylander trabalhou em Paris, como bolseiro, em vários períodos entre 1850 a 1857, onde se concentrou no estudo dos líquenes.
Quando em 1852 foi criada a cadeira de Botânica na Universidade de Helsínquia, por divisão da anterir cátedra de Botânica e Zoologia, Nylander candidatou-se a esta posição e foi escolhido. Alexander von Nordmann, que ocupava a anterior cadeira combinada, continuou como professor de Zoologia. Terminado o seu trabalho como bolseiro em Paris, Nylander foi nomeado para o cargo em 1857. Nesse período, em co-autoria com o Thiodolf Saelan, preparou um catálogo das espécies finlandesas de plantas e fungos e da sua distribuição geográfica, obra que foi publicada em 1859. Esta obra, ao estabelecer a distribuição natural de múltiplas espécies na Finlândia, esboçou as bases da estrutura da divisão provincial histórico-natural do país.
Nylander serviu como professor em Helsinque por apenas três anos, atá 1860, após o que permaneceu em licença sem vencimento e voltou para Paris, onde trabalhou como investigador independente. Naquela época, ganhou renome como líder mundial no estudo dos líquenes e publicou uma grande variedade de artigos científicos. Em 1863 renunciou ao seu lugar de professor em Helsínquia, sendo o posto ocupado por Sextus Otto Lindberg, que foi nomeado seu sucessor na cátedra.
Em 1863 mudou-se para Paris, cidade onde viveu até falecer em 1899. Em Paris, trabalhou como investigador independente no Museu Nacional de História Natural, dedicando-se à liquenologia, sendo considerado como um dos principais investigadores sobre os líquenes da segunda metade do século XIX.
A maioria das publicações de Nylander trata da ocorrência de líquenes em regiões todo o mundo e da sua descrição taxonómica. O estudos dos líquenes de algumas regiões, especialmente dos trópicos, até recentemente dependia das bases taxonómicas lançadas pelos trabalhos de investigação de Nylander. Ao todo, estima-se que tenha fotografado cerca de 3 000 espécies ou formas de líquenes. Produziu mais de 300 publicações científicas, totalizando mais de 4 000 páginas, nas quais descreve mais de 3 000 espécies de líquenes.
Nylander foi o pioneiro na utilização de reagentes químicos para estabelecer a taxonomia dos líquenes, especialmente na utilização do hidróxido de potássio, das tinturas de iodo e do hipoclorito de cálcio, técnicas que ainda são usadas em liquenologia como o «teste k» e o «teste C».
Foi o primeiro a demonstrar a relação entre a poluição atmosférica e o crescimento dos líquenes, uma importante descoberta que abriu caminho para a utilização do distribuição de algumas espécies e da sua taxa de crescimento como indicador biológico da qualidade do ar.
Nylander não aceitou a teoria proposta pelo liquenologista alemão Simon Schwendener, que viria a ser confirmada, de que os líquenes são uma simbiose entre fungos e algas. Tornou-se um oponente feroz dessa teoria, a ponto de cortar relações até mesmo com amigos de longa data, e não apenas com os proponentes da teoria, mas também com aqueles cientistas que no seu entender não se opunham a ela com o vigor suficiente.
Sem rendimentos estáveis, viveu em Paris com grandes dificuldades económicas, ficando progressivamente mais isolado e ao abandono. Ainda assim, enquanto na França, Nylander juntou uma coleção considerável de líquenes, que legou à Universidade de Helsínquia. A colecção está atualmente armazenada no Departamento de Micologia do Museu das Plantas de Helsínquia e compreende mais de 51 000 espécimes. A coleção ainda está em uso para fins taxonómicos.
O seu nome foi usado como epónimo para vários taxa: os géneros de líquenes Nylanderaria Kuntze, Nylanderiella Hue e Nylanderopsis Gyeln. e o género de algas Nylandera Har..
O seu irmão, Fredrik Nylander, também foi um reputado botânico.

## Principais obras publicadas
Entre muitas outras, é autor das seguintes publicações:
- 1853 Collectanea lichenologica in Gallia meridionali et Pyrenaeis
- 1857 Monographia calicieorum: specimen Academicum
- 1858 Énumération générale des lichens, avec l'indication sommaire de leur distribution géographique
- 1858 Expositio synoptica pyrenocarpeorum
- 1859 Analyses mycologicae
- 1859  Bidrag till Finlands bryologi
- 1859 Herbarium musei fennici: förteckning öfver finska musei växtsamling: utgifven af sällskapet pro fauna et flora fennica
- 1860 Prodromus expositionis lichenum Novae Caledoniae
- 1861 Diatomaceis Fenniae fossilibus additamentum
- 1861 Lichenes scandinaviae
- 1868 Conspectus synopticus sticteorum
- 1868 Note sur les lichens de Port-Natal
- 1869 Énumération des lichens récoltés par M. Husnot aux Antilles françaises
- 1869 Lichenes angolenses welwitschiani
- 1870 Recognitio monographica ramalinarum
- 1873 Observata lichenologica in Pyrenaeis orientalibus
- 1874 Lichenes insularum Andaman
- 1886-1888 Addenda nova ad lichenographiam Europæam exposuit in Flora Ratisbonensi W. Nylander
- 1887 Enumeratio lichenum Freti Behringii
- 1888 Lichenes Fuegiae et Patagoniae
- 1888 Lichenes Novae Zelandiae
- 1889 Lichenes insularum guineensium (San Thomé, do Principe, das Cabras)
- 1890 Lichenes Japoniae
- 1891 Lichenes Pyrenaeorum orientatalium observatis novis (Amélie-les-Bains, Força-Réal, Costabonne, La Massane, Collioure)
- 1891 Sertum lichenaeae tropicae e Labuan et Singapore
- 1896 Énumération des lichens de l'île Annobon
- 1896 Les Lichens des environs de Paris
- 1897 Supplément aux Lichens des environs de Paris